# Dibang (rivière)
Le Dibang est une rivière indienne d'une longueur de 170 km qui coule dans les États de l'Arunachal Pradesh et de l'Assam. Elle est un affluent du Brahmapoutre.

## Source de la traduction
- (de) Cet article est partiellement ou en totalité issu de l’article de Wikipédia en allemand intitulé « Dibang (Fluss) » (voir la liste des auteurs).